# أوينداو (كارولاينا الجنوبية)
أوينداو (بالإنجليزية: Awendaw town, South Carolina) هي بلدة تقع بولاية كارولاينا الجنوبية في الولايات المتحدة. تبلغ مساحتها 45.45 كم2، وترتفع عن سطح البحر 6.096 م، بلغ عدد سكانها 1,294 نسمة في عام 2010 حسب إحصاء مكتب تعداد الولايات المتحدة وتصل الكثافة السكانية فيها 28.5 نسمة لكل كيلومتر مربع (73.8/ميل2).

## التركيبة السكانية
حدّد مكتب تعداد الولايات المتحدة بيانات التركيبة السكانية لأوينداو في تعداد الولايات المتحدة. في ما يلي، التركيبة السكانية حسب تعدادي 2000 و2010.

### تعداد عام 2000
بلغ عدد سكان أوينداو 1,195 نسمة بحسب تعداد عام 2000، وبلغ عدد الأسر 400 أسرة وعدد العائلات 312 عائلة مقيمة في البلدة. في حين سجلت الكثافة السكانية 26.3 نسمة لكل كيلومتر مربع (68.1/ميل2). وبلغ عدد الوحدات السكنية 443 وحدة بمتوسط كثافة قدره 9.7 لكل كيلومتر مربع (25.1/ميل2).
وتوزع التركيب العرقي للبلدة بنسبة 34.39% من البيض و64.60% من الأمريكيين الأفارقة و0.08% من الأمريكيين ذوي الأصول الآسيوية و0.59% من الأعراق الأخرى و0.33% من عرقين مختلطين أو أكثر و0.92% من الهسبانيون أو اللاتينيون من أي عرق.
بلغ عدد الأسر 400 أسرة كانت نسبة 43.5% منها لديها أطفال تحت سن الثامنة عشر تعيش معهم، وبلغت نسبة الأزواج القاطنين مع بعضهم البعض 54.8% من أصل المجموع الكلي للأسر، ونسبة 19.8% من الأسر كان لديها معيلات من الإناث دون وجود شريك، بينما كانت نسبة 3.5% من الأسر لديها معيلون من الذكور دون وجود شريكة وكانت نسبة 22% من غير العائلات. تألفت نسبة 20.2% من أصل جميع الأسر من عدة أفراد يعيشون في نفس المنزل ونسبة 7.2% كانت تتألف من شخص يعيش بمفرده يبلغ من العمر 65 عاماً أو أكثر. وبلغ متوسط حجم الأسرة المعيشية 2.97، أما متوسط حجم العائلات فبلغ 3.47.
بلغ العمر الوسطي للسكان 36.3 عاماً. وكانت نسبة 29% من القاطنين تحت سن الثامنة عشر، وكانت نسبة 7.5% بين الثامنة عشر والرابعة والعشرين عاماً، ونسبة 27.8% كانت واقعةً في الفئة العمرية ما بين الخامسة والعشرين والرابعة والأربعين عاماً، ونسبة 23.8% كانت ما بين الخامسة والأربعين والرابعة والستين، ونسبة 11.4% كانت ضمن فئة الخامسة والستين عاماً فما فوق. يوجد لكل 100 أنثى 90.2 ذكر، ويوجد لكل 100 أنثى في الثامنة عشر من عمرها فما فوق 87.8 ذكر.
بلغ متوسط دخل الأسرة في البلدة 35,250 دولارًا، أما متوسط دخل العائلة فبلغ 42,917 دولارًا. وكان متوسط دخل الذكور 31,696 دولارًا مقابل 21,422 دولارًا للإناث. وسجل دخل الفرد الخاص بالبلدة 15,781 دولارًا. وكانت نسبة 13.5% من العائلات ونسبة 12.4% من السكان تحت خط الفقر، وكان من هؤلاء نسبة 12.6% تحت سن الثامنة عشر ونسبة 18.1% في الخامسة والستين من العمر وما فوق.

### تعداد عام 2010
بلغ عدد سكان أوينداو 1,294 نسمة بحسب تعداد عام 2010، وبلغ عدد الأسر 505 أسرة وعدد العائلات 371 عائلة مقيمة في البلدة. في حين سجلت الكثافة السكانية 28.5 نسمة لكل كيلومتر مربع (73.8/ميل2). وبلغ عدد الوحدات السكنية 562 وحدة بمتوسط كثافة قدره 12.4 لكل كيلومتر مربع (32.1/ميل2).
وتوزع التركيب العرقي للبلدة بنسبة 40.88% من البيض و57.73% من الأمريكيين الأفارقة و0.31% من الأمريكيين ذوي الأصول الآسيوية و0.08% من الأعراق الأخرى و1% من عرقين مختلطين أو أكثر و0.93% من الهسبانيون أو اللاتينيون من أي عرق.
بلغ عدد الأسر 505 أسرة كانت نسبة 28.5% منها لديها أطفال تحت سن الثامنة عشر تعيش معهم، وبلغت نسبة الأزواج القاطنين مع بعضهم البعض 48.5% من أصل المجموع الكلي للأسر، ونسبة 20% من الأسر كان لديها معيلات من الإناث دون وجود شريك، بينما كانت نسبة 5% من الأسر لديها معيلون من الذكور دون وجود شريكة وكانت نسبة 26.5% من غير العائلات. تألفت نسبة 23.6% من أصل جميع الأسر من عدة أفراد يعيشون في نفس المنزل ونسبة 8.5% كانت تتألف من شخص يعيش بمفرده يبلغ من العمر 65 عاماً أو أكثر. وبلغ متوسط حجم الأسرة المعيشية 2.56، أما متوسط حجم العائلات فبلغ 3.03.
بلغ العمر الوسطي للسكان 45.3 عاماً. وكانت نسبة 19.4% من القاطنين تحت سن الثامنة عشر، وكانت نسبة 9.1% بين الثامنة عشر والرابعة والعشرين عاماً، ونسبة 20.9% كانت واقعةً في الفئة العمرية ما بين الخامسة والعشرين والرابعة والأربعين عاماً، ونسبة 35.2% كانت ما بين الخامسة والأربعين والرابعة والستين، ونسبة 15.4% كانت ضمن فئة الخامسة والستين عاماً فما فوق. وتوزع التركيب الجنسي للسكان بنسبة 49.4% ذكور و50.6% إناث.